# Pleta dels Pals
La Pleta dels Pals és una partida rural a cavall dels termes municipals d'Isona i Conca Dellà, (antic terme de Benavent de Tremp), dins de l'enclavament de Montadó, del Pallars Jussà i Artesa de Segre, a la Noguera.
El lloc és al nord-est de l'enclavament de Montadó, al vessant sud-est de la Serra de Comiols.